# Иган (Минесота)
Иган (енгл. Eagan) град је у америчкој савезној држави Минесота.

## Демографија
По попису из 2010. године број становника је 64.206, што је 649 (1,0%) становника више него 2000. године.
| Група             | 2000.          | 2010.          |
| Белци             | 55.219 (86,9%) | 50.866 (79,2%) |
| Афроамериканци    | 2.166 (3,4%)   | 3.609 (5,6%)   |
| Азијати           | 3.372 (5,3%)   | 5.065 (7,9%)   |
| Хиспаноамериканци | 1.424 (2,2%)   | 2.892 (4,5%)   |
| Укупно            | 63.557         | 64.206         |